# Collège du Sud
Le Collège du Sud est un établissement scolaire de maturité situé à Bulle, dans le sud du canton de Fribourg, en Suisse.

## Histoire
En octobre 1970, Marcel Delley, directeur de l'école secondaire de la Gruyère depuis un an, réunit les préfets de la Gruyère et la Veveyse en vue de créer un collège du sud fribourgeois,. Le député Jacques Morard présente une motion devant le Grand Conseil en février 1971, demandant l'ouverture du Collège du Sud. À l'occasion de l'inauguration du Cycle d'Orientation de la Gruyère en 1973, une année gymnasiale supplémentaire est ouverte dans les mêmes locaux, en guise de première année de collège,,. 
Les deux premières volées doivent encore terminer leur cursus dans l'un des collèges de Fribourg : Saint-Michel pour les garçons, Sainte-Croix pour les filles, ou Gambach jusqu'en 1976. Alors, à la suite d'une intervention du député Henri Steinauer au Grand Conseil, le Collège du Sud offre les quatre niveaux menant au baccalauréat et à la maturité gymnasiale. Les premiers examens de bac ont lieu en 1979,,, pour les types de formation A (latin-grec), B (latin-langues), C (scientifique) et E (socio-économique). Depuis 1984, le collège comprend également une école de commerce. Les premières volées d'étudiants de type D (langues modernes) sortent de l'établissement en 1994.  
En tant qu'institution, le Collège du Sud existe depuis 1973, mais ce n'est que depuis 1994 qu'il dispose de son propre bâtiment. Les deux institutions rassemblant de plus en plus d'élèves, il apparaît nécessaire d'offrir un toit séparé au Collège du Sud. De premières analyses sont lancées dès 1984-1985. C'est chose faite en 1994, avec l'aval du peuple fribourgeois (scrutin de septembre 1990). Le nouveau bâtiment abrite en outre des classes de "culture générale", anciennement appelé "degré diplôme", préparant prioritairement aux hautes écoles d'infirmières, ainsi que des classes de commerce.
En 2014, des travaux d'agrandissement du collège sont entrepris pour un montant estimé à CHF 20 Mio,,. La nouvelle structure est inaugurée le 22 avril 2016 et porte la capacité de l'établissement à 1 200 élèves.

## L'aula du cycle d'orientation
Le Collège du Sud est construit sur le site bullois de La Léchère, où se trouve également le cycle d'orientation de la Gruyère. Ce dernier bâtiment renferme une aula, véritable salle de spectacles et de conférences. 
Elle accueille les manifestations destinées aux élèves (concerts scolaires, films, remises de diplômes, soirées humoristiques), mais aussi différentes activités du district. Longtemps, elle a accueilli les concerts des Jeunesses musicales gruériennes, ce qui a permis de voir passer quelques stars du classique. Des conférences grand public y ont également été données.

## Allégations d'abus sexuels
Le 11 décembre 2023, l'évêque Charles Morerod fait une déclaration à la presse qui met en cause son prédécesseur, Bernard Genoud, accusé d'abus sexuels par une femme, alors âgée de 19 ans. Les faits remontent à l'époque où Bernard Genoud enseignait au Collège du Sud, entre 1976 et 1994,.

## Personnalités notables liées au Collège du Sud

### Recteurs
- Marcel Delley (1973 - 1994)[1],[3]
- Carlo Jaeger (1994 - 2000)[6]
- François Piccand (2000 - 2011)[6],[8]
- François Genoud (2011 - 2023)[8]
- Thierry Maire (2023 - )[13]

### Proviseurs
- Anne Bays Regueiro (actuellement)[14]
- Angelo Caligiuri (actuellement)[15]
- Mélanie Sudan (actuellement)[15]
- Christian Piller (actuellement)[15]
- Christian Pernet (actuellement)[16]
- Fabian Simillion (actuellement)[17]
- Cédric Morin (2013 - 2023)[15]
- Jean-Marc Purro (1994 - 2014)[5],[7]

### Professeurs
- Bernard Genoud, évêque de Lausanne, Genève et Fribourg ;

### Élèves
- Laure Betris, chanteuse, avait formé Skirt avec 3 autres filles du collège ;
- Vincent Ducrot, chef d’entreprise ;
- Claire Huguenin, chanteuse, également dans la formation Skirt ;
- Christian Levrat, conseiller aux États et conseiller national[18] ;
- Charles Morerod, évêque de Lausanne, Genève et Fribourg[19] ;
- Maurice Ropraz, conseiller d'État ;
- Géraldine Savary, conseillère aux États et conseillère nationale[18] ;

## Actualités
En septembre 2006, dix classes du Collège du Sud sont représentées au XIe Sommet de la francophonie à Bucarest, en Roumanie.
En octobre 2014, des élèves du Collège du Sud se sont retrouvés dans le parlement d'Ottawa lors de la fusillade du 22 octobre 2014,,,.